# 政黨輪替
政黨輪替（英語：ruling party alternation）即现代选举政党的權力和平過渡。是指由不同政黨（在野黨，即非執政黨）接替前一政黨擔任執政黨的情形，多以投票制度的方式和平進行，亦可能是以暴力或非暴力、革命的形式完成。政黨輪替一般出現在實行兩黨制的國家，但也有多黨制國家，由部分佔主導權的大政黨輪流執政。在總統制或半總統制國家，執政黨若在掌握行政部門的同時掌握立法部門成為國會多數黨，就稱作「完全執政」。

## 表现
政党輪替的优点是可以代表民意、限制腐败、提高竞争及增加执政者的监督压力，缺点是会影响政府预算方向及内容（特别是长期的大型工程）、促使政府决策者为了急于成效而减少必要的长期规划。另一問題是可能引致獵官制和政治分肥的情形。
民眾所期望的政黨輪替，不是要政黨輪流在準公營事業安插人事、不是輪流干預股市的運作，而是希望藉著做不好會被替換的壓力，提升專業並減少不恰當的介入。政黨輪替也被錯誤理解為每次都輪流執政，實際精神應為「(人民)可以自由選擇的情況下，選擇自認較好的政黨」，而非替換不可。
在部份一黨專政或一黨獨大的國家及政治體系（比如日本、新加坡、中华人民共和国、越南、北韓、古巴等），即使在部分層級設有某種壟斷式的選舉機制，政黨輪替的情況也因制度問題而難以出現。而在民主國家，政黨輪替被認為是民主制度健全的象徵，代表該國的民主政治發展成熟。不過，部分議會民主制國家由於在選舉制度下無政黨可取得過半數議席，因此通常要組建由多個政黨組成的聯合政府（比如瑞士、奧地利、荷蘭、比利時等），這些國家通常長期由數個大政黨聯合執政，故出現政黨輪替機會較微，除非部分主要政黨在大選後因政黨重組被逐出內閣，及聯合政府主要政黨的更換，如德國。

## 歷史

### 美国

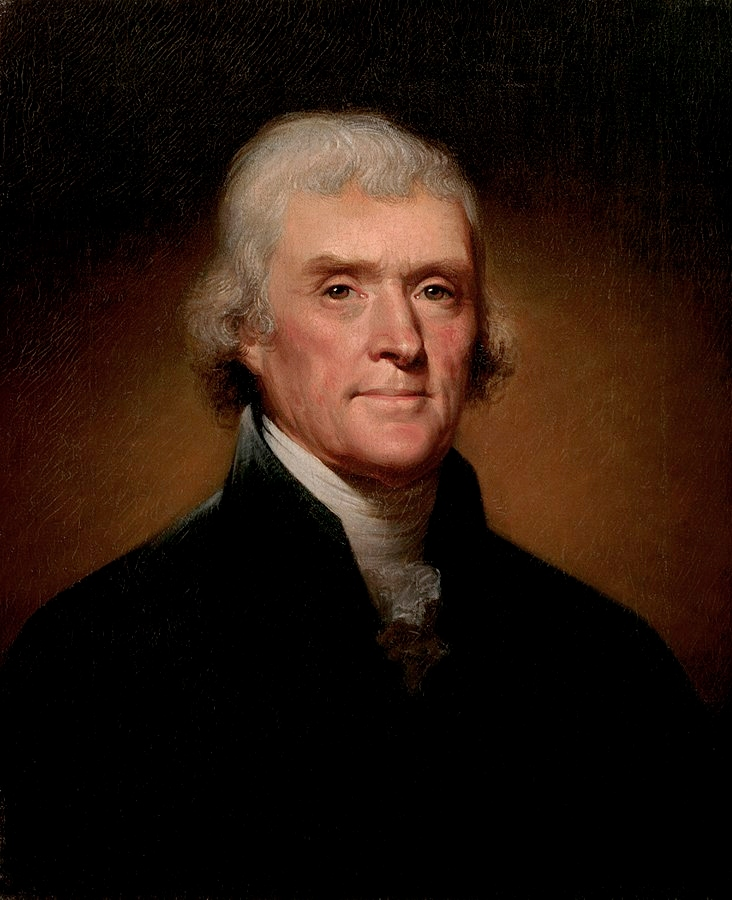
湯馬斯·傑弗遜

1800年美國總統選舉，在1801年3月舉行唯一一次由美國眾議院選出的美國總統選舉，由時任美國副總統、民主共和黨的托马斯·杰斐逊當選總統，接替屬聯邦黨的約翰·亞當斯，成為第三任總統，這是美國、亦是全世界首次政權和平轉移。
此後於1828年（民主黨）、1840年（輝格黨）、1844年（民主黨）、1848年（輝格黨）、1852年（民主黨）、1860年（共和黨）、1884年（民主黨）、1888年（共和黨）、1892年（民主黨）、1896年（共和黨）、1912年（民主黨）、1920年（共和黨）、1932年（民主黨）、1952年（共和黨）、1960年（民主黨）、1968年（共和黨）、1976年（民主黨）、1980年（共和黨）、1992年（民主黨）、2000年（共和黨）、2008年（民主黨）、2016年（共和黨）、2020年（民主黨）、2024年（共和黨）多次发生政黨輪替。惟2020年總統大選後出現2021年美國國會暴動事件。
自1856年起，美國由民主黨及共和黨輪流交替執政。由於美國是總統制國家，因此出現多次掌握行政权的總統領導的執政黨，面對在野黨控制國會的局面。

### 加拿大
自由黨和保守黨（以及其前身：舊保守黨和進步保守黨）自1867年加拿大聯邦成立以來，一直在聯邦政府輪流執政。
但在兩黨均未能在下議院獲多數，需要組建少數政府時，第三勢力如新民主黨、魁人政團和綠黨就扮演關鍵角色決定政黨輪替與否。新民主黨和綠黨就主要支持意識形態相近的自由黨，他們一直偏頗自由黨，自2019及2021年大選的執政自由黨少數政府主要一直由新民主黨支持，他們主要想孤立唯一右派政黨的保守黨，因此對左派政黨來說比較容易實現政黨輪替。
魁人政團則比較機會主義，可以支持自由保守兩黨，如果保守黨贏得了少數政府大部份情況下要得到這個分離主義政黨的支持才能實現政黨輪替。如果新民主黨突然不支持自由黨、新民主黨支持率反超自由黨成為第二大黨像2011年大選又或者自由黨走中間路線，使得兩個左派政黨出現分歧，保守黨也可以漁人得利，政黨輪替。

### 英国
英國雖然自1721年起實行责任内阁制，但直到1832年權利法案通過後，才正式出現政黨輪替。
1859年－1922年，由自由黨及保守黨輪流執政，1922年，自由黨的政治地位被工黨取代。1924年，工黨組建首個少數政府，其後1924年（保守黨）、1929年（工黨）、1931年（保守黨）、1945年（工黨）、1951年（保守黨）、1964年（工黨）、1970年（保守黨）、1974年（工黨）、1979年（保守黨）、1997年（工黨）、2010年（保守黨）、2024年（工黨）出現政黨輪替。
2010年英國大選，保守黨擊敗工黨，相隔十三年再度執政。2015年英國大選，保守黨組建23年首個單一多數黨政府。2017年英國大選，保守黨在北愛爾蘭民主統一黨的支持下，組建少數派政府。2019年英國大選，保守黨組建多數黨政府。2024年英國大選，工黨擊敗保守黨，相隔十四年再度執政。

### 德国
德國自1919年成立威瑪共和後，由於實行議會制及比例代表制的選舉制度，無政黨可取得過半數議席，長期由數個政黨組建聯合政府，內閣改組頻繁，但無出現政黨輪替。
1933年起由德國納粹黨一黨專政達12年，直至第二次世界大戰結束。
第二次世界大戰後，聯邦德國時期，1969年、1980年出現政黨輪替。其中德國自由民主黨几乎无間斷先后與德國社會民主黨和德國基督教民主聯盟組成聯合政府至1998年。
1990年兩德統一後，1998年、2005年、2021年、2025年出現政黨輪替。其中社會民主黨虽仅在1998－2005年、2021－2025年拥有總理職位，但仍一直與德國基督教民主聯盟組成大聯合政府，仅在2009－2013年短暂沦為在野黨。

### 法國
法國自1870年成立第三共和後，由於實行議會制，無政黨可取得過半數議席，因此要組建聯合政府，長期由數個共和派政黨聯合執政，內閣改組頻繁，但無出現政黨輪替。
直至1958年戴高樂掌權後，第五共和成立，實行半總統制，加強總統的權力，國民議會選舉改為兩輪選舉制，多黨制逐漸演變為兩黨制，此後才有正式的政黨輪替。1981年，社會黨的密特朗勝選，成為第五共和第一次政黨輪替，同年社會黨亦取得國民議會的控制權。1986年（國會，戴高樂派）、1988年（國會，社會黨）、1993年（國會，戴高樂派）、1995年（總統，戴高樂派）、1997年（國會，社會黨）、2002年（國會，戴高樂派）、2012年（總統、國會，社會黨）、2017年（總統、國會，共和前進！）出現政黨輪替，直至2017年前由左翼的社會黨及右翼的戴高樂派政黨輪流交替執政，但因總統和國民議會任期不同，導致1986年－1988年、1993年－1995年、1997年－2002年出現「左右共治」時期。2000年修憲公投後把總統任期縮短至五年，把總統與國會選舉大致同時舉行，因而大大減少「左右共治」的可能性。

### 義大利
1922年起由意大利法西斯黨一黨專政達21年，直至在1943年戰敗投降。
意大利在第二次世界大戰後廢黜君主立憲制改制為共和國，天主教民主黨一直是意大利的執政黨，與共和黨、自由黨、社會黨及民主社會黨等聯合執政，意大利共產黨一直是最大的反對黨。1993年天主教民主黨下台，意大利經公民投票決定改革選舉制度後，1994年，西爾維奧·貝盧斯科尼領導的中間偏右意大利力量黨聯合北方聯盟首次勝出選舉。此後，1996年（左派民主黨）、2001年（力量黨/北方聯盟）、2006年（民主黨）、2008年（自由人民黨/北方聯盟）、2013年（民主黨）及2018年（五星運動/北方聯盟）出現政黨輪替。

### 中華民國

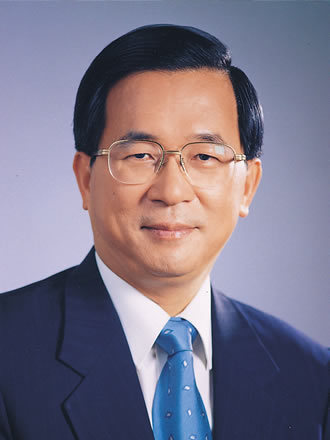
中華民國首位民主進步黨籍總統陳水扁

2000年中華民國總統選舉，由民主進步黨籍陳水扁當選中華民國總統，實現中華民國首次和平的政黨輪替，結束中國國民黨長達55年一黨獨大的執政局面。但以國民黨為首的泛藍陣營仍然是立法院的多數黨，使陳水扁政府成為少數派政府。
2008年中華民國總統選舉，由中國國民黨籍馬英九當選總統，實現二次和平的政黨輪替，國民黨還是立法院的多數黨，同時國民黨也再次完全執政。
2016年中華民國總統選舉，由民主進步黨籍蔡英文當選總統，實現三次和平的政黨輪替。同日舉辦的2016年中華民國立法委員選舉中，民進黨於國會中單獨取得過半席次，完成國會首次政黨輪替，民進黨也首度完全執政。
2024年中華民國總統選舉，由民主進步黨籍賴清德當選總統，成為民選總統後首次同一政黨執政超過八年，同日舉辦的2024年中華民國立法委員選舉中，民進黨國會席次未過半成為第二大黨，且中國國民黨、民主進步黨、台灣民眾黨三黨席次皆未過半，使賴清德政府成為臺灣民主化以來第二個少數派政府。

### 大韓民國
大韓民國在1997年12月18日舉行的總統選舉，由長期在野的反對黨新政治國民會議總統候選人金大中勝出，結束大國家黨及其前身之保守派政党自由黨與民主共和黨自1948年獨立後長期以來執政的局面，韓國實現首次和平的政黨輪替。不過，大國家黨仍然控制國會，直至2004年，盧武鉉領導的開放國民黨勝出國會選舉，才完全執政。
2007年12月19日的總統選舉，大國家黨候選人李明博當選總統，韓國實現第二次和平的政黨輪替。大國家黨亦於2008年取回國會的控制權，直至2016年，執政新世界黨失去國會的控制權。
2017年5月9日的總統選舉，共同民主党候選人文在寅當選總統，翌日隨即宣誓就職，韓國實現第三次和平的政黨輪替。但共同民主黨直至2020年，勝出國會選舉取得多數，才完全執政。
2022年3月9日的總統選舉，國民力量候選人尹锡悦當選總統，韓國實現第四次和平的政黨輪替。
2025年6月4日的總統選舉，共同民主党候選人李在明當選總統，翌日隨即宣誓就職，韓國實現第五次和平的政黨輪替。

### 日本
日本在戰後憲法施行後短暫由社會黨的片山哲掌權，其後由右翼自由黨的吉田茂取代。1955年，吉田茂的自由黨和鳩山一郎的民主黨合併為自由民主黨（保守合同），日本社會黨则長期為最大在野黨，形成了「55年體制」。
1989年，自民黨失去參議院多數。在1993年舉行的第40屆日本眾議院議員總選舉中，自民黨失去眾議院多數。脫離自民黨的細川護熙連同社會黨和其他政黨組成聯合政府（非自民、非共產連立政權），結束自民黨長達38年的連續執政。但僅11個月後，社會黨脫離聯合政府，與自民黨組成大聯合政府，自民黨重新執政。1999年，自民黨改和公明黨組成聯合政府（自公連立政權），維持控制參眾兩院的多數。
在2009年舉行的第45屆日本眾議院議員總選舉中，鳩山由紀夫領導的在野民主黨取得歷史性的壓倒勝利，更終結了自民黨自1955年以來幾乎沒有中斷過的執政黨身份及一直以來國會最大黨的地位，實現首次政黨輪替。
在2012年舉行的第46屆日本眾議院議員總選舉中，上屆選舉失去執政地位的自民黨拿下超過半數席次的294席，與當選31席的友黨公明黨再次組成聯合政府，從僅當選57席的民主黨的手中拿回政權，自民黨總裁安倍晉三再次出任首相。自民黨亦在2013年取回參議院的控制權，結束了扭曲國會的局面。
在2024年舉行的第50屆日本眾議院議員總選舉中，自公連立政權再次失去眾議院多數，組建少數派政府。

### 马来西亚

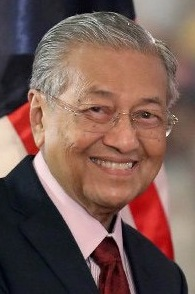
2019年擔任首相的马哈迪·莫哈末

馬來亞聯合邦於1955年，舉行第一屆全國大選開始，經過1957年獨立，由巫統領導的“聯盟”開始執政，时任巫統主席東姑阿都拉曼聯合馬華公会及國大黨等其他各族領袖向英國政府爭取馬來亞獨立。1963年与新加坡、沙巴及砂拉越组成马来西亚后，国会增加了来自东马及新加坡的各党议员。之后由於新加坡州政府与联邦政府对种族政治的分歧，迫使新加坡于1965年独立，随后東姑阿都拉曼领导的執政聯盟在1969年大选中受到重挫，引发了五一三种族暴乱。1973年由第二任首相阿都拉萨邀请更多反对党加入政府，将原有的执政集团联盟扩大成國民陣線（以下简称为国阵）政府以稳定政局，但為了平抑各族的政治勢力，強調馬來西亞的「非殖民地化」，馬來西亞首相一直是由巫統領袖擔任。
2018年馬來西亞大選為纳吉·阿都拉萨所領導的執政黨國陣、马哈迪·莫哈末領導的反對黨希望聯盟（簡稱為希盟）、哈迪阿旺所領導的反對黨伊斯蘭黨的三角戰，結果希盟在本次大選以簡單多數優勢122席成功變天，執政黨國陣獲得79席，伊斯蘭黨獲得18席，成為大馬首次政黨輪替，自馬來亞獨立起執政了60年的國陣敗選成為反對黨，馬哈迪·莫哈末自2003年退位後於2018年5月10日再次擔任首相，成為全球最高龄的民選國家領導人及政府首腦。但到了2020年2月29日，在经历了一场政治风暴后，马来西亚最高元首宣布由国民联盟推举的慕尤丁出任第八任首相。和国阵联合的国民联盟再一次成为了执政党。
在2022年马来西亚大选中，希望联盟獲得82席、国民联盟獲得74席、国民阵线獲得30席、砂拉越政党联盟獲得22席、以及沙巴人民联盟獲得6席。但是没有政党联盟获得112席简单多数门槛得以执政。在经过几轮的谈判后，最高元首认定希望联盟主席拿督斯里安华·依布拉欣得到大多数国会议员支持得以担任第十任首相，大馬第二次政黨輪替。